# Milionia tagulensis
Milionia tagulensis är en fjärilsart som beskrevs av Louis Beethoven Prout 1912. Milionia tagulensis ingår i släktet Milionia och familjen mätare. Inga underarter finns listade i Catalogue of Life.